# Équipe de Roumanie de Fed Cup
L'équipe de Roumanie de Fed Cup est l'équipe qui représente la  lors de la compétition de tennis féminin par équipe nationale appelée Fed Cup (ou « Coupe de la Fédération » entre 1963 et 1994).
Elle est constituée d'une sélection des meilleures joueuses de tennis roumaines du moment sous l'égide de la Fédération roumaine de tennis.

## Résultats par année

### 1973 - 1979
- 1973 (5 tours, 30 équipes) : pour sa première participation, après une victoire au 1er tour contre le Brésil, la Suède au 2e tour et la Grande-Bretagne en 1/4 de finale, la République socialiste de Roumanie s'incline en 1/2 finale contre l'Afrique du Sud.
- 1974 (5 tours, 29 équipes) : après une victoire au 1er tour contre l'Argentine et la Suède au 2e tour, la République socialiste de Roumanie s'incline en 1/4 de finale contre l'Allemagne de l'Ouest.
- 1975 (5 tours, 31 équipes) : après une victoire au 1er tour contre le Luxembourg, la République socialiste de Roumanie s'incline au 2e tour contre l'Italie.
- 1976 (5 tours, 32 équipes) : la République socialiste de Roumanie s'incline au 1er tour contre l'Australie.
- 1977 : la République socialiste de Roumanie ne participe pas à cette édition organisée à Eastbourne.
- 1978 (5 tours, 32 équipes) : après une victoire au 1er tour contre l'Italie et la Suisse au 2e tour, la République socialiste de Roumanie s'incline en 1/4 de finale contre l'URSS.
- 1979 (5 tours, 32 équipes) : après une victoire au 1er tour contre le Mexique, la République socialiste de Roumanie s'incline au 2e tour contre la Suisse.

### 1980 - 1989
- 1980 (5 tours, 32 équipes) : après une victoire au 1er tour contre l'Irlande et la Suisse au 2e tour, la République socialiste de Roumanie s'incline en 1/4 de finale contre la Tchécoslovaquie.
- 1981 (5 tours, 32 équipes) : après une victoire au 1er tour contre la Hongrie et  Israël au 2e tour, la République socialiste de Roumanie s'incline en 1/4 de finale contre les États-Unis.
- 1982 : la République socialiste de Roumanie ne participe pas à cette édition organisée à Santa Clara.
- 1983 (qualifications + 5 tours, 39 équipes) : après une victoire au 1er tour contre le Canada, la République socialiste de Roumanie s'incline au 2e tour contre la Suisse.
- 1984 - 1985 : la République socialiste de Roumanie ne participe pas à ces éditions.
- 1986 (qualifications + 5 tours, 42 équipes) : après une victoire en qualifications contre l'Irlande, la République socialiste de Roumanie s'incline au 1er tour contre le Brésil.
- 1987 - 1988 - 1989 : la République socialiste de Roumanie ne participe pas à ces éditions.

### 1990 - 1999
- 1990 : la République socialiste de Roumanie ne participe pas à cette édition organisée à Atlanta.
- 1991 (qualifications + 5 tours + barrages, 56 équipes) : après une victoire au 1er tour des qualifications contre la Thaïlande et  Cuba au 2e tour des qualifications, la Roumanie s'incline au 1er tour du groupe mondial contre la Finlande.  En play-offs, la Roumanie l'emporte contre le Portugal.

- 1992 (5 tours + barrages, 32 équipes) : après une défaite au 1er tour contre l'Autriche, la Roumanie s'incline en play-offs contre la Bulgarie.
- 1993 - 1994 : la Roumanie ne participe pas à ces éditions.

La compétition change de format à compter de 1995 : la Coupe de la Fédération devient Fed Cup.
- 1995 - 1996 - 1997 - 1998 : la Roumanie concourt dans les compétitions par zones géographiques.
- 1999 (3 tours, 8 équipes + groupe mondial II, round robin play-offs) : la Roumanie échoue dans sa qualification en play-offs II (round robin).

### 2000 - 2009
- 2000 - 2001 - 2002 - 2003 - 2004 - 2005 - 2006 - 2007 - 2008 - 2009 : la Roumanie concourt dans les compétitions par zones géographiques.

### 2010 - 2018
- 2010 - 2011 - 2012 - 2013 : la Roumanie concourt dans les compétitions par zones géographiques.
- 2014 (3 tours, 8 équipes + groupe mondial II, play-offs I et II) : la Roumanie l'emporte en play-offs II contre la Serbie.
- 2015 (3 tours, 8 équipes + groupe mondial II, play-offs I et II) : après une victoire en groupe mondial II contre l'Espagne, la Roumanie l'emporte en play-offs I contre le Canada.
- 2016 (3 tours, 8 équipes + groupe mondial II, play-offs I et II) : après une défaite en groupe mondial I contre la République tchèque, la Roumanie s'incline en play-offs I contre l'Allemagne.
- 2017 (3 tours, 8 équipes + groupe mondial II, play-offs I et II) : après une défaite en groupe mondial II contre la Belgique, la Roumanie l'emporte en play-offs II contre la Grande-Bretagne.
- 2018 (3 tours, 8 équipes + groupe mondial II, play-offs I et II) : après une victoire en groupe mondial II contre le Canada, la Roumanie l'emporte en play-offs I contre la Suisse.

## Bilan de l'équipe
Résultats des confrontations entre la Roumanie et ses adversaires les plus fréquents (3 rencontres minimum dans les groupes mondiaux).
| # | Adversaires | Rencontres | Victoires | Défaites | % victoires |
| - | ----------- | ---------- | --------- | -------- | ----------- |
| 1 | Suisse      | 4          | 2         | 2        | 50 %        |

## Bilan des joueuses les plus sélectionnées
Ce bilan est calculé sur la base des rencontres officielles des groupes mondiaux et barrages I et II. Les rencontres des tableaux dits de « consolation » et celles par « zones géographiques » ne sont pas prises en compte. Les joueuses comptant moins de 5 sélections ne sont pas reprises dans le tableau.
| # | Joueuses           | De   | à    | Sélections | Matchs | Victoires | Défaites | % victoires |
| - | ------------------ | ---- | ---- | ---------- | ------ | --------- | -------- | ----------- |
| 1 | Florenta Mihai     | 1975 | 1983 | 13         | 14     | 5         | 9        | 36 %        |
| 2 | Irina Spîrlea      | 1991 | 1992 | 6          | 11     | 5         | 6        | 45 %        |
| 3 | Judith Gohn        | 1973 | 1974 | 5          | 9      | 4         | 5        | 44 %        |
| 4 | Lucia Romanov      | 1978 | 1983 | 11         | 16     | 9         | 7        | 56 %        |
| 5 | Mariana Simionescu | 1973 | 1979 | 14         | 19     | 13        | 6        | 68 %        |
| 6 | Ruxandra Dragomir  | 1991 | 1999 | 9          | 15     | 9         | 6        | 60 %        |
| 7 | Virginia Ruzici    | 1973 | 1983 | 21         | 33     | 21        | 12       | 64 %        |